# Омидзоло, Сильвио
Сильвио Омидзоло (итал. Silvio Omizzolo; 26 августа 1905, Падуя — 18 марта 1991, там же) — итальянский пианист и композитор.
Окончил Миланскую консерваторию как пианист (1927), ученик Ренцо Лоренцони. Закончил также факультет права в Феррарском университете. Формального композиторского образования не получил, однако на раннем этапе творчества (первые сочинения Омидзоло относятся к 1928 году) консультировался у Альмериго Джиротто. В 1943 г. был удостоен первой премии на конкурсе Итальянского союза музыкантов; в 1969 г. концерт Омидзоло для фортепиано с оркестром получил третью премию на состязании композиторов в рамках Конкурса имени королевы Елизаветы в Брюсселе.
В 1933—1974 гг. преподавал фортепиано в Падуанской консерватории, в 1966—1971 гг. был её директором.

## Память
С 1997 г. в Падуе работает Культурно-музыкальный центр имени Сильвио Омидзоло, с 1998 г. каждые два года проводится конкурс исполнителей камерной музыки имени Омидзоло.